# Nanna Christiansen
Pour les articles homonymes, voir Christiansen.
Nanna Christiansen, née le 17 juin 1989 au Danemark, est une footballeuse international danoise qui évolue au poste de milieu offensif à Brøndby IF en Elitedivisionen. Elle a été nommée Talent de l'année en 2006.

## Biographie

### Carrière en club
Elle devient le 16 novembre 2019 la nouvelle détentrice du record du match de Brøndby IF avec 362 matchs, détrônant ainsi son ancienne coéquipière Mia Brogaard.
Elle atteint les 450 matchs disputés avec ce même club le 25 novembre 2023 contre Nordsjælland.

## Palmarès
- Avec le  Brøndby IF
  - Championne du Danemark en 2008, 2011, 2012, 2013, 2015, 2017 et 2019
  - Vainqueur de la Coupe du Danemark en 2010, 2011, 2012, 2013, 2015, 2017 et 2018

## Statistiques
| Saison                | Club                  | Championnat           | Championnat | Championnat | Coupe(s) nationale(s) | Coupe(s) nationale(s) | Compétition(s) continentale(s) | Compétition(s) continentale(s) | Compétition(s) continentale(s) | Total | Total |
| Saison                | Club                  | Division              | M.          | B.          | M.                    | B.                    | Comp.                          | M.                             | B.                             | M.    | B.    |
| 2007-2008             | Brøndby IF            | Elitedivisionen       | 16          | 4           | 3                     | 1                     | UWC                            | 5                              | 0                              | 24    | 5     |
| 2008-2009             | Brøndby IF            | Elitedivisionen       | 24          | 12          | 3                     | 6                     | UWC                            | 5                              | 2                              | 32    | 20    |
| 2009-2010             | Brøndby IF            | Elitedivisionen       | 24          | 6           | 6                     | 5                     | WCL                            | 7                              | 2                              | 37    | 13    |
| 2010-2011             | Brøndby IF            | Elitedivisionen       | 24          | 10          | 6                     | 2                     | WCL                            | 7                              | 0                              | 37    | 12    |
| 2011-2012             | Brøndby IF            | Elitedivisionen       | 24          | 13          | 6                     | 3                     | WCL                            | 6                              | 1                              | 36    | 17    |
| 2012-2013             | Brøndby IF            | Elitedivisionen       |             | 9           |                       |                       | WCL                            | 2                              | 2                              | 2     | 11    |
| Sous-total            | Sous-total            | Sous-total            | 112+        | 54          | 24+                   | 17+                   | -                              | 32                             | 7                              | 168   | 78    |
| 2013-2014             | B93/HIK/Skjold        | Elitedivisionen       |             | 13          |                       |                       | -                              | -                              | -                              | 0     | 13    |
| Sous-total            | Sous-total            | Sous-total            |             | 13          |                       |                       | -                              | -                              | -                              | 0     | 13    |
| 2014-2015             | Brøndby IF            | Elitedivisionen       |             | 20          |                       | 2                     | WCL                            | 8                              | 0                              | 8     | 22    |
| 2015-2016             | Brøndby IF            | Elitedivisionen       |             | 18          | 1+                    | 1                     | WCL                            | 2                              | 0                              | 3     | 19    |
| 2016-2017             | Brøndby IF            | Elitedivisionen       | 23          | 25          | 6                     | 5                     | WCL                            | 4                              | 1                              | 33    | 31    |
| 2017-2018             | Brøndby IF            | Elitedivisionen       | 24          | 20          | 6                     | 3                     | WCL                            | 2                              | 0                              | 32    | 23    |
| 2018-2019             | Brøndby IF            | Elitedivisionen       | 24          | 27          | 5                     | 3                     | WCL                            | 4                              | 0                              | 33    | 30    |
| 2019-2020             | Brøndby IF            | Elitedivisionen       | 19          | 13          | 2                     | 1                     | WCL                            | 4                              | 1                              | 25    | 15    |
| 2020-2021             | Brøndby IF            | Elitedivisionen       | 24          | 16          | 6                     | 9                     | WCL                            | 3                              | 1                              | 33    | 26    |
| 2021-2022             | Brøndby IF            | Elitedivisionen       | 18          | 11          | 3                     | 3                     | WCL                            | 2                              | 0                              | 23    | 14    |
| 2022-2023             | Brøndby IF            | Elitedivisionen       | 15          | 10          | 1                     | 2                     | -                              | -                              | -                              | 16    | 12    |
| 2023-2024             | Brøndby IF            | Elitedivisionen       | 18          | 5           | 5                     | 3                     | WCL                            | 0                              | 0                              | 23    | 8     |
| 2024-2025             | Brøndby IF            | Elitedivisionen       | 22          | 10          | 5                     | 2                     | WCL                            | 2                              | 0                              | 29    | 12    |
| Sous-total            | Sous-total            | Sous-total            | 187         | 163         | 40                    | 34                    | -                              | 31                             | 3                              | 258   | 200   |
| Total sur la carrière | Total sur la carrière | Total sur la carrière | 299         | 230         | 64                    | 51                    | -                              | 63                             | 10                             | 426   | 291   |

https://www.dbu.dk/resultater/raekkesoeg/?unionid=1&divisionid=1&genderid=1&season=0
https://web.archive.org/web/20130420092914/http://www.brondbyif.net/page.aspx?id=18033
https://web.archive.org/web/20130420092831/http://www.brondbyif.net/page.aspx?id=20885